# Mai Duong Kieu
Mai Duong Kieu est une actrice germano-vietnamienne, née en février 1987 à Bắc Ninh au Viêt Nam.

## Biographie
Duong Kieu naît en février 1987 à Bắc Ninh, une capitale provinciale située à 30 km au nord-est de Hanoï au Viêt Nam. En 1992, elle déménage avec sa mère à Chemnitz (Saxe), où son père est déjà installé. Celui-ci, maître de kung-fu Shaolin, a fondé deux écoles d'arts martiaux en Allemagne. Mai Duong Kieu maîtrise aussi les arts martiaux.
Dong Kieu est repérée par une agence sur le réseau social MySpace. Elle fait d'abord ses premiers pas sur scène, dans une adaptation de Faust de Goethe. Elle étudie le jeu figuratif (de) à l'université populaire à Leipzig de 2005 à 2007, puis l'art dramatique à la Theater Fabrik dans la même ville de 2009 à 2011. Elle suit ensuite des cours d'art théâtral à La Compagnie des Enfants du Spectacle de Franck Fuhrer à Nice en France. Elle participe à des exercices de chant en 2013 et 2014 ainsi qu'à un atelier de Kameratraining en 2015.
En 2014, elle fait partie du casting principal de l'émission de téléréalité The Quest de l'Américain ABC. La même année, elle joue dans un épisode de la série Binny et le Fantôme de la Walt Disney Company. Elle joue ensuite un rôle secondaire dans le film Wir sind jung. Wir sind stark. (de) et apparaît dans plusieurs séries télévisées et téléfilms. En 2015, elle joue son premier rôle principal à la télévision dans le téléfilm Mein Schwiegervater, der Stinkstiefel (de).
Duong Kieu joue un rôle principal dans la série Bad Banks de Christian Schwochow, diffusée en avant-première à la Berlinale 2018.

## Filmographie (sélection)
- 2014 : Die Fischerin (téléfilm)
- 2014 : Entwurzelt (court-métrage)
- 2014 : The Quest (émission télévisée, 10 épisodes)
- 2014 : Binny et le Fantôme (série télévisée, un épisode)
- 2014 : Wir sind jung. Wir sind stark.
- 2014 : Roughtown (court-métrage)
- 2014 : Allein unter Ärzten (téléfilm)
- 2015 : Mein Sohn Helen (téléfilm)
- 2015 : Einstein (téléfilm)
- 2015 : Willa (court-métrage)
- 2015 : Die Kanzlei (série télévisée, un épisode)
- 2015 : Das richtige Leben
- 2015 : Mein Schwiegervater, der Stinkstiefel (téléfilm)
- 2014 : Notruf Hafenkante (série télévisée, un épisode)
- 2016 : Die Pfefferkörner (série télévisée, un épisode)
- 2017 : Heldt (série télévisée, un épisode)
- 2017 : Die Spezialisten – Im Namen der Opfer (série télévisée, un épisode)
- 2017 : Wo sie ist (court-métrage)
- 2017 : Hit Mom – Mörderische Weihnachten (téléfilm)
- 2018 : Bad Banks (série télévisée, six épisodes)